# Sveriges ståndsriksdag

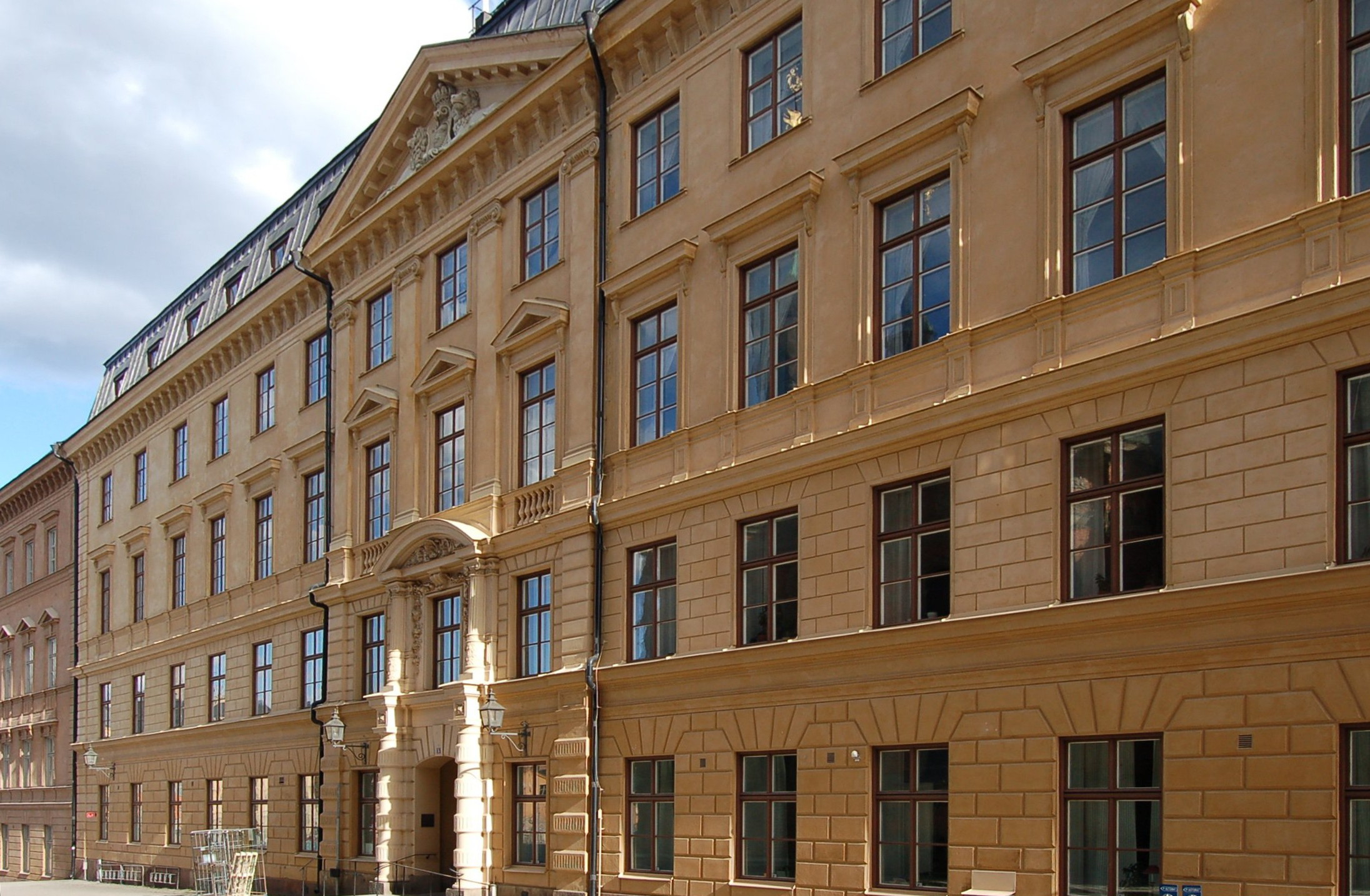
Riksens ständers hus på Riddarholmen i Stockholm, efter 1866 Riksdagshuset, numera lokaler för Kammarrätten.

Ståndsriksdagen eller Rikets ständer (Riksens ständer alt Svea rikes ständer) som från början av 1600-talet blev det officiella namnet på riksdagen som institution i Sverige.
Den svenska ståndsriksdagen var en riksdag som tillkom under 1400-talet och existerade fram till representationsreformen 1866. Denna var indelad i fyra stånd: adel, präster, borgare och bönder. Dessa sammanträdde och röstade var för sig, men sammanhölls av Konungen. Deras sammanträden, så kallade riksdagar, varade i början av ståndsriksdagens tid under några veckor och det kunde gå flera år mellan riksdagarna. Senare bestämdes att riksdag skulle hållas vart tredje år och riksdagarna blev allt längre. Under frihetstiden (1720–1772) hölls mycket långa riksdagar.

## Rikets ständer
Förr ansågs Arboga möte år 1435 vara den första riksdagen, men det finns inget som tyder på att det skulle ha funnits någon allmoge med vid det mötet, endast de två högre stånden och köpmännen (representanter från köpstäderna, alltså borgarna). Idag anses istället kallelsen till ett ej genomfört möte i Uppsala år 1436 vara första gången alla fyra stånden explicit inbjöds.
Termen stånd, ständer, inkom i Sverige genom tyskar i Gustav Vasas tjänst och användes till en början för att beteckna alla, som på något sätt deltog i det offentliga livet — såväl folkgrupper som individer (varje arvfurste var ett stånd), såväl riksdagens ledamöter som deltagarna i landskapsmötena (ständerna i landsorten), men småningom inskränktes ståndsnamnet till de fyra samhällsklasser, efter vilka riksdagen blev fördelad.
Även under början av nya tiden togs riksdagens medverkan framför allt i anspråk vid politiska kriser — revolutionära förändringar i tronföljden, beslut om krig, politiska rättegångar, för vilka riksdagen uppfattades som normalt forum —, men den började nu också användas till att stifta lag — första gången i Västerås 1527 — och för att pålägga nya skatter — första gången troligen 1544. Därigenom uppstod frågan om riksdagens kompetens i förhållande till landskapsmenigheterna, som förut haft att omedelbart besluta i dessa ärenden. Inte nog med att detta röjde en tendens att anse de valda riksdagsmännens mandat begränsat av innehållet i deras av valmännen givna fullmakter, utan riksdagarnas beslut underställdes också "ständerna i landsorten" till bekräftelse — något som särskilt Karl IX ansåg behövligt.
Men då prästerskapet 1614 under hänvisning till kommittenternas (valmännens) rätt, tvekade att anta den förändring i landslagen som hovrättens inrättande innebar, hävdade Gustav II Adolf riksdagens definitiva beslutanderätt, och efter denna tid kan riksdagens befogenhet att medverka till att stifta lagar å folkets vägnar anses vara stadgad.

### Ridderskapet och adeln

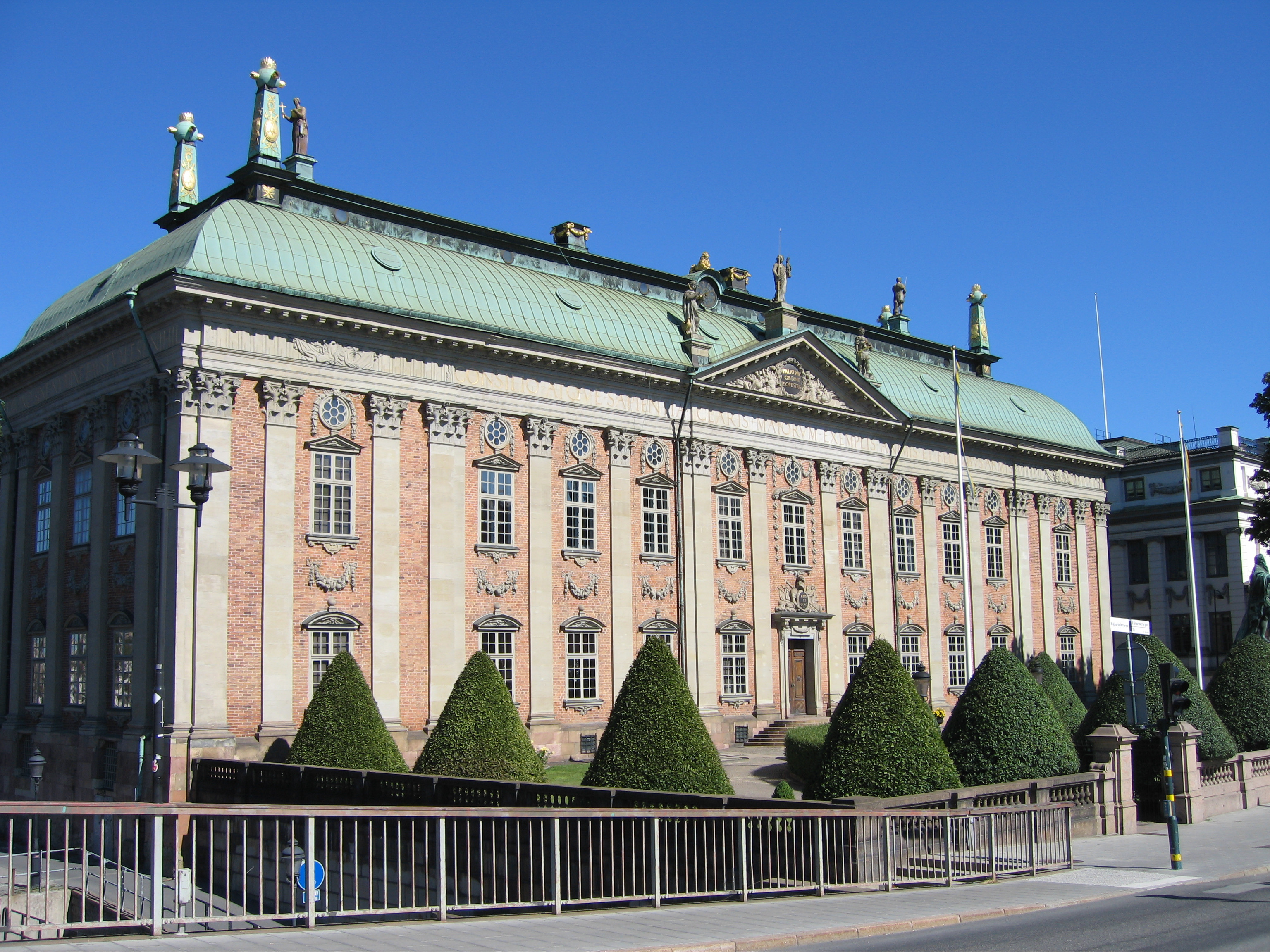
Riddarhuspalatset, säte för adeln.

Det stånd, vars sammansättning och verksamhetsformer först organiserades, var adeln — genom 1626 års riddarhusordning. Den upprätthöll skyldigheten för varje adelsman att infinna sig vid riksdagarna, vilken skyldighet adeln 1597–1602 periodvis lyckats få utbytt mot sändande av representanter, men i överläggningar och beslut på Riddarhuset skulle endast huvudmannen för varje ätt få delta. Högadeln tillförsäkrades ett övervägande inflytande genom omröstning klassvis, och ordföranden, den så kallade lantmarskalken, skulle kungen tillsätta.

### Prästeståndet
Riksdagsordningen av 1617 föreskrev, att i första hand ärkebiskopen vid riksdagens öppnande skulle föra ordet för alla de ofrälse stånden, och han blev prästeståndets självskrivne talman.
De första allmänna bestämmelserna om de ofrälse ståndens sammansättning gavs genom 1634 års regeringsform: Prästeståndet skulle enligt denna utgöras av biskopar och superintendenter, två representanter för vart domkapitel och en för prästerskapet "av varje tvenne härad". Prästståndets riksdagsrepresentanter kallades clerus comitialis.

### Borgarståndet
Borgarståndet skulle utgöras av en borgmästare och en rådman eller annan förnäm borgare från varje stad. Hos borgarna fördes ordet vanligen av borgmästaren från Stockholm. De flesta mindre städer sände dock endast en representant. För många småstäder var även det en dyr kostnad och ofta valde man att gå samman med någon grannstad om en gemensam representant.

### Bondeståndet
Bondeståndet skulle representeras av en bonde från varje härad. Ingen fick enligt RF vara riksdagsman, som inte var bofast inom Sveriges och Finlands gamla gränser, men detta tillämpades inte på de genom frederna i Brömsebro och Roskilde vunna landskapen. Ofta valde dock två angränsande härader att gå samman om en gemensam representant för att minska kostnaderna för riksdagsmannen.
Bönderna åter brukade utse en bland de sina att tala och svara på rikssalen, dock utan företräde för de övriga ledamöterna. 1644 finns den benämnd som "förespråkare". Först 1689 omnämns förekomsten i bondeståndet av en "talman". En viktig roll i bondeståndet hade sekreteraren, även kallad för "edsvurne skrivare", som enligt Ordningen för ständernas sammanträden 1617 tillsattes av konungen.

## Riksdagsordningar under ståndsriksdagen
Under denna period av ståndsriksdagar fanns enbart tre stycken riksdagsordningar - 1617 års, 1723 års samt 1810 års riksdagsordningar - vilket innebär att riksdagarna under en lång period var i avsaknad av någon formellare struktur för mötena. Något man kan lägga märke till, om man studerar dem närmre, är att de i sin struktur och uppbyggnad blir mer och mer komplexa i takt med att riksdagen som institution sakteliga stärker sin ställning. De avlöstes slutligen av 1866 års riksdagsordning, som i sanning var en modern ordning för parlamentet om det än tog ett halvsekel till innan riksdagen blev demokratisk i modern mening.

## Representationsreformen
Sveriges förste statsminister Louis De Geer var arkitekten bakom övergången från den senmedeltida ståndsriksdagen till en modern riksdag influerad av det viktorianska brittiska parlamentet: en riksdag med två kammare och en konung som statschef. Utlösande faktor till omröstningen var att de Geer, själv adelsman, ställde kung Karl XV inför ultimatum att antingen skaffa fram en ny justitiestatsminister eller att skriva under förslaget att avskaffa ståndsriksdagen.
Innan ståndsriksdagen avskaffade sig självt genom beslut av de fyra stånden december 1865 föregicks beslutet av mycket stor debatt för och emot ett avskaffande. Den framväxande borgarklassen i städerna liksom de yrkesgrupper som stod utanför det som traditionellt utgjorde det borgerliga ståndet drev en intensiv kampanj för ett avskaffande. Även bondeståndet var för ett avskaffande av ståndsriksdagen. Motståndet kom från adligt och i viss mån även prästerligt håll, de senare röstade i regel efter adeln och skulle följa adelns utslag i frågan om ståndsriksdagens avskaffande. Det fanns en mental majoritet bland adeln för att avvisa förslaget, men folkmassor som hade samlats utanför Riddarhuspalatset den 7 december 1865 då omröstningen hölls och som var för ett avskaffande ledde till att flera adelsmän röstade för ett avskaffande framför att ta konsekvenserna av ett negativt utslag. I enlighet med tidigare löfte röstade prästeståndet senare för ett avskaffande av ståndsriksdagen.

## Ståndsriksdagens legitimitet
Kritiker av ståndsriksdagen menar att den inte var representativ för det svenska folket. Adels- och prästeståndets representation var oproportionerligt stor jämfört med borgar- och framförallt bondeståndet. Med tiden kom dessutom allt större delar av den svenska befolkningen att stå utan representation i riksdagen. Detta gällde grupper som icke jordägande landsortsbor (torpare, soldater, statare, frälsebönder), bruks- och industriarbetare samt stora delar av den icke adliga medelklassen, såsom ämbetsmännen, lärare, läkare, industrimän, publicister och officerare. De senare yrkeskategoriernas brist på representation hade fram till 1800-talets början ofta lösts genom att adla familjen för att på så sätt ge dem representation inom adelståndet och tillsätta dem på en post men i takt med att kraven på adelskap försvunnit genom 1809 års författning för att få tillträda på en post inom statsförvaltningen och statsväsendets utbyggnad under 1800-talet hade situationen blivit alltmer akut. Kvinnor hade generellt sett inte rösträtt, även om det förekom under vissa förutsättningar inom borgarståndet.
Bondeståndet hade teoretiskt sett lika stor frihet som alla andra stånden men var utestängt från det sekreta utskottet där viktiga finans- och utrikesfrågor fattades. Endast tillfälligtvis kallades bönderna dit i konsultära frågor. Bönderna kom på så sätt att påverka inrikespolitiken men hade ingen beslutsrätt i frågor om till exempel utrikespolitiken, detta då bönderna var traditionella motståndare till krig och skattehöjningar eftersom det var deras stånd som drabbades hårdast av sådana beslut. I jämförelse med andra europeiska länder var böndernas ställning i Sverige stark och inslaget av livegna bönder som saknade rösträtt vilket var normen på större delen av kontinenten fanns endast regionalt som i Skåne.
Prästerskapets stånd var ett splittrat och jämförelsevis osynligt stånd, ofta splittrat i sin lojalitet mellan adeln och bönderna. Som tredje stånd efter bönder och borgare hade de inflytande i sekreta utskottet och stor makt att företräda även bönderna i sina respektive hembygder, men röstade oftast med adeln i viktigare frågor. En viktig anledning för prästerna att hålla sig väl med adeln var att adelsmännen hade patronatsrätt inom sin socken, det vill säga kunde själv tillsätta den prästen han ville ha och säga upp densamma ifall adelsmannen var missnöjd. Detta gällde givetvis inte i de trakter där det inte fanns adelsmän som tillsatte prästen.  Ett exempel på den splittring som förekom inom detta stånd är omröstningen om ståndsriksdagens avskaffande där prästerna röstade som sista stånd efter bönder, borgare och adel i december 1865 och röstade först efter adelns utslag kommit då de dels ville undvika en intern splittring inom det egna ståndet, dels inte ville pressa på adeln att fatta ett beslut. Ståndsriksdagen avskaffades med representationsreformen 1866.

## Berömda ståndsriksdagar
- Det första riksdagsmötet torde vara det som ägde rum i Uppsala år 1436, efter Engelbrekt Engelbrektssons död.
- Riksdagen år 1517 när Sten Sture den yngre och riksråden beslutade om ärkebiskopen Gustav Trolles avsättning, och Stäkets rivning, något som senare ledde till Stockholms blodbad.
- 1527 hölls Reformationsriksdagen, där Gustav Vasa införde protestantismen i Sverige.
- 1544 hölls en riksdag i Västerås där Sverige blev ett arvkungadöme.
- På Riksdagen år 1612 genomdrev Axel Oxenstierna privilegier för adeln som fick ensamrätt till högre ämbeten och företrädesrätt till övriga tjänster.
- Den första öppna ståndsstriden i en ståndsriksdag förekom på riksdagen år 1650.
- På riksdagen år 1655 beslutades fjärdepartsräfsten, en reduktion som ej fullt genomfördes.
- På riksdagen år 1680 beslutades dock om en stor reduktion.
- På Riksdagen 1789 beslutades om Förenings- och säkerhetsakten som var den första ståndsutjämningen i Sverige. Riksdagen är även välkänd då Gustav III utvisade adeln vid en av sammankomsterna.

Ståndsriksdagens sista riksdag hölls år 1866.

## Den svenska ståndsriksdagen i Finland
I Finland överlevde den svenska ståndsriksdagen något längre än i Sverige. Efter att Sverige förlorat Finland till Ryssland till följd av 1808–09 års krig, garanterade kejsar Alexander I att Finland fick behålla de gamla svenska grundlagarna och fick rätt att även behålla andra gällande svenska lagar. I det ryska Storfurstendömet Finland bestod således 1772 års regeringsform och 1789 års Förenings- och säkerhetsakt som gällande lagar till 1919. Under 1809–1906 höll ståndsriksdagen sammanträde 15 gånger i Finland. I Finland avskaffades ståndsriksdagen med lantdagsordningen 1906. Då ersattes den gamla fyrståndsriksdagen med den nuvarande Finlands enkammarriksdag med 200 ledamöter.